# Le Chaffal
Le Chaffal é uma comuna francesa na região administrativa de Auvérnia-Ródano-Alpes, no departamento de Drôme. Estende-se por uma área de 11,58 km². Em 2010 a comuna tinha 40 habitantes (densidade: 3,5 hab./km²).